# 弗拉維奧阿爾法羅縣
0°24′S 79°54′W / 0.400°S 79.900°W
弗拉維奧阿爾法羅縣（西班牙語：Cantón Flavio Alfaro），是厄瓜多爾的縣份，位於該國西部，由馬納比省負責管轄，面積1,343平方公里，2001年人口25,390，人口密度每平方公里18.91人。